# Beryl Bainbridge
Dame Beryl Margaret Bainbridge CBE (født 21. november 1932 i Liverpool, død 2. juli 2010) var en britisk forfatter. Hun blev nomineret til Bookerprisen fem gange.

## Udvalgt bibliografi
- The Dressmaker (1973)
- The Bottle Factory Outing (1974)
- An Awfully Big Adventure (1989, filmatiseret 1995)
- Every Man for Himself (1996)
- Master Georgie (1998)